# Giantess Geyser
Giantess Geyser is een fonteingeiser in het Upper Geyser Basin van Yellowstone National Park.

## Uitbarsting
Giantess Geyser heeft drie soorten uitbarstingen: wateruitbarsting, stoomuitbarsting en de gemixte uitbarsting. Alle soorten hebben een andere duur en eigenschappen. Daarnaast kan de geiser op twee manieren een uitbarsting beginnen: één lijkt uit het niets te komen en de andere heeft een periode van opwarmen tot een uitbarsting.

### Start van een uitbarsting

#### Uit het niets
Een van de twee startmogelijkheden is dat de uitbarsting uit het niets komt. Er zijn dan ook geen signalen dat een uitbarsting nadert. Een waterplens van ongeveer twee meter geeft de start aan van de uitbarsting.

#### Periode van opwarmen
Het andere type kent een periode van opwarmen tot een uitbarsting. Tijdens het opwarmen verschijnen er om de twee tot drie minuten een aantal waterplenzen aan de randen van de vijver. Wanneer dit aan de gang is, is de geiser gevoelig voor wind en het opwarmen kan stoppen wanneer er een te harde wind staat. Daarnaast kan een uitbarsting van Beehive Geyser deze activiteit voor een korte tijd onderbreken. Wederom geeft een waterplens van ongeveer twee meter de start van de uitbarsting aan. Ook kan het voorkomen dat het opwarmen stopt en er geen uitbarsting volgt.

### Soort uitbarsting

#### Wateruitbarsting
Wanneer de geiser een wateruitbarsting heeft, verschijnen er ongeveer iedere 30 tot 60 minuten waterfases met een duur van ongeveer 5 tot 10 minuten. Na verloop van tijd nemen de waterfases in kracht en duur af totdat de uitbarsting uiteindelijk stopt.

#### Stoomuitbarsting
Deze uitbarsting begint met een waterfase, maar, meestal na de tweede uitbarsting van de waterfase, maakt het water plaats voor stoom. De stoomfase van de uitbarsting is tot meer dan 1,6 kilometer vanaf de geiser in de omgeving te horen. De uitbarsting is ongeveer 3 tot 6 uur na de start ervan afgelopen.

#### Gemixte uitbarsting
Een gemixte uitbarsting begint met een waterfase en verandert daarna, meestal na de tweede uitbarsting van de waterfase, in een stoomfase. Na verloop van tijd wordt de stoomfase weer een waterfase. De duur van dit type uitbarsting kan ongeveer 43 uur zijn.

## Verbindingen met andere geisers
Giantess Geyser staat in verbinding met veel geisers en hete bronnen van de Geyser Hill Group, waaronder Dome Geyser, Vault Spring, Plume Geyser en Beehive Geyser. Dit is gebaseerd op de reactie van de geisers en hete bronnen als Giantess Geyser uitbarst of klaar is met uitbarsten.

## Geschiedenis
Tijdens de Washburn–Langford–Doane expeditie in 1870 kreeg de geiser de naam Giantess, omdat de geiser, volgens Nathaniel P. Langford, "de grootste van alle geisers was die we zagen uitbarsten".
De Hebgen Lake-aardbeving in 1959 zorgde voor een uitbarsting die meer dan 100 uur duurde. Daarnaast werd in 1959 voor het eerst het gemixte type gezien.
Tussen 1981 en 1983 werd er een ander soort uitbarsting waargenomen: de 'korte' uitbarsting. Deze uitbarsting is óf een wateruitbarsting óf een gemixte uitbarsting. Dit uitbarstingstype was kort en had weinig kracht. Na de uitbarsting was de vijver van Giantess Geyser binnen enkele uren tot drie dagen weer gevuld.
In 1983 werden er in totaal 41 uitbarsting waargenomen die allemaal vóór de Borah Peak-aardbeving in 1983 plaatsvonden.